# Bezděkovský dům
Bezděkovský dům se nachází u domu Anny Kreslové na náměstí Republiky v Plzni. Gotický dům byl přestavěn v letech 1905-1909 do secesního slohu. Je chráněn jako kulturní památka České republiky.

## Části domu a jejich výzdoby

### Přízemí
- dřevěné obložení kavárny

### 1. patro
- dva balkonky
- sochy osob

### 3. patro
- zastřešený balkonek

### Domovní štíty
- sedm malých okýnek
- secesní nápis "U Bezděků"

### Sochy v 1. patře
- klenotník
- umučenec
- selka
- žena pijící z hrnečku

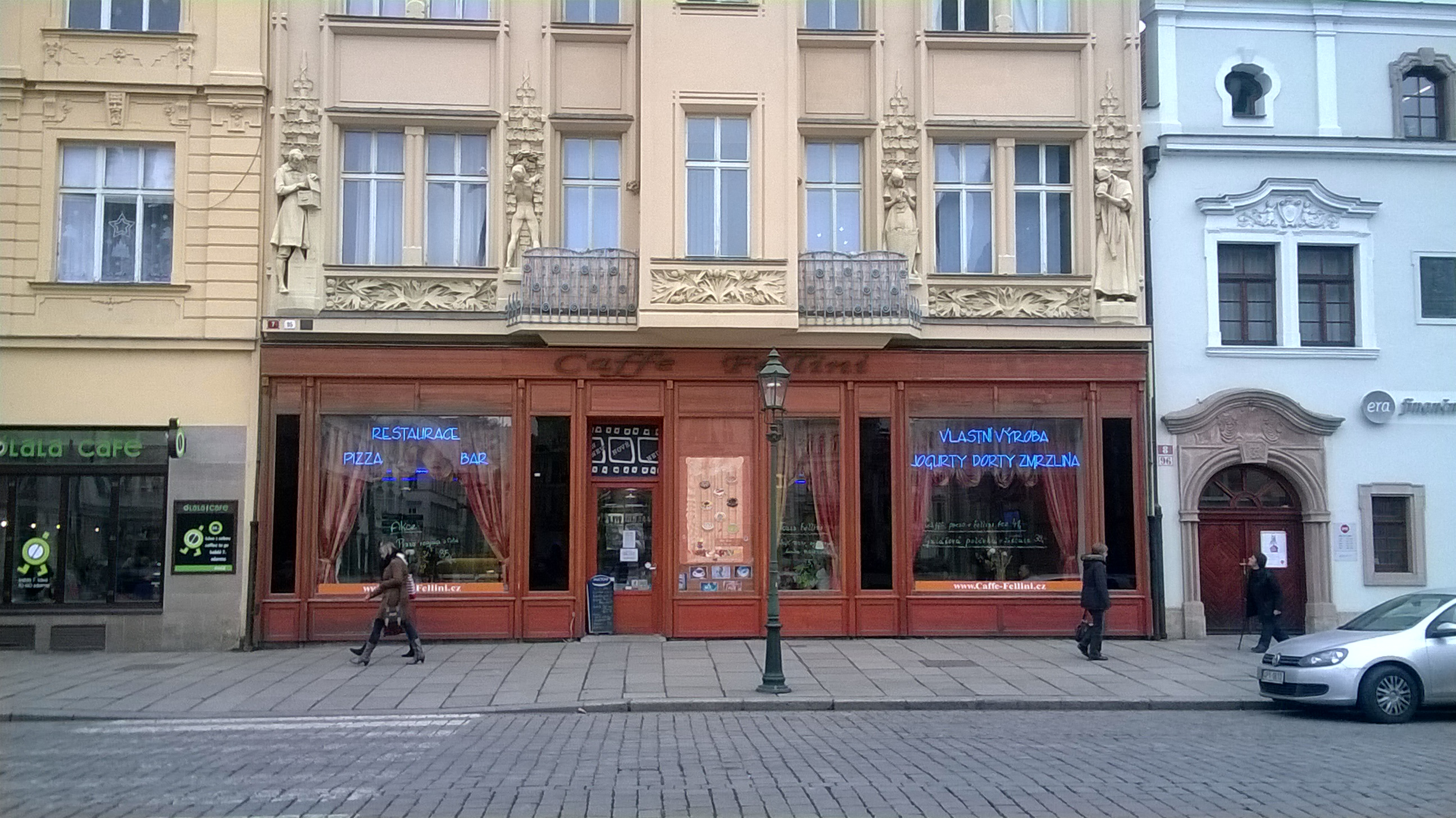
Pohled na přízemí Bezděkovského domu
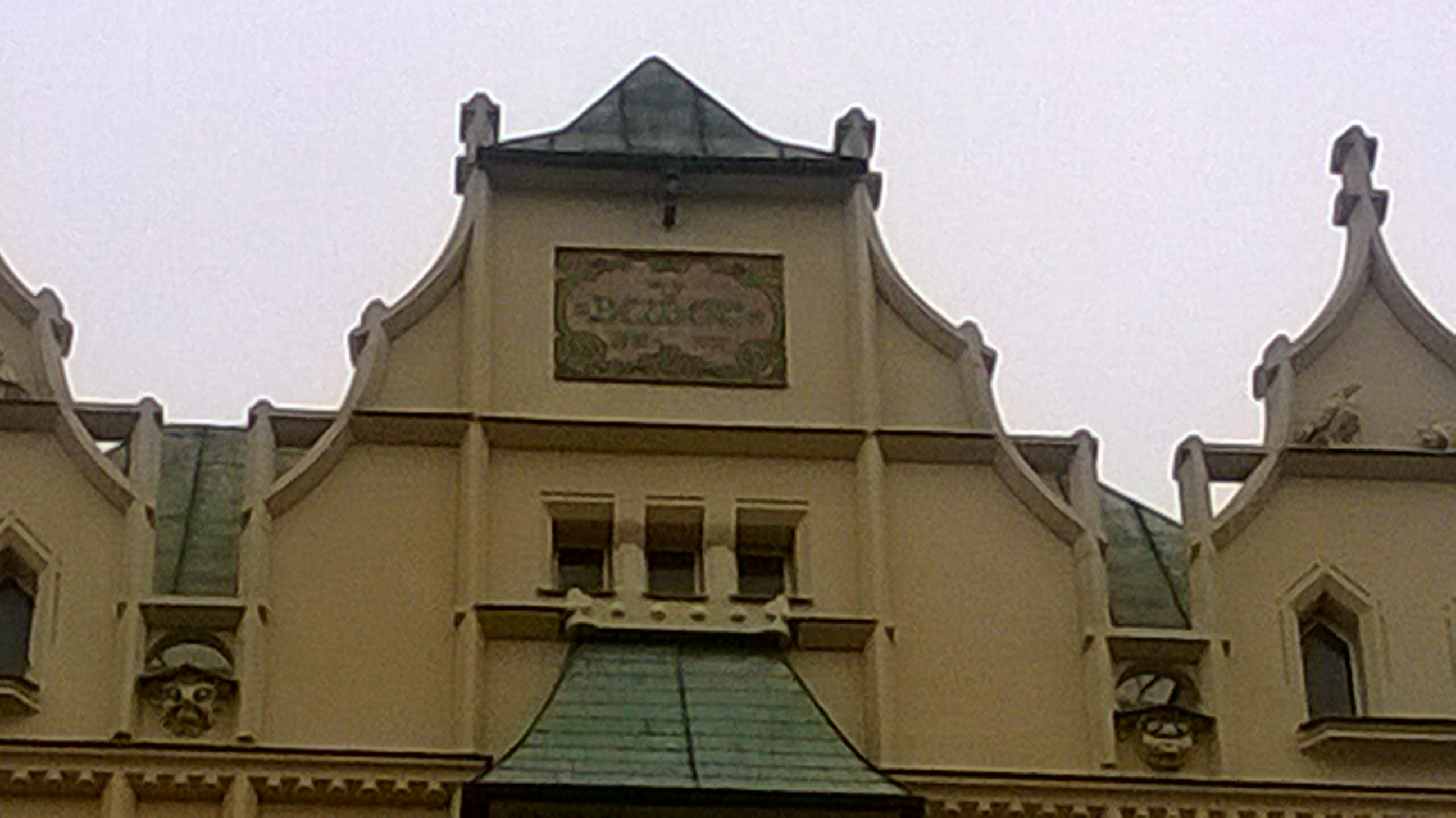
Štít Bezděkovského domu v Plzni